# Ćwiczenia samoobrony
Ćwiczenia samoobrony - forma szkolenia organizowanego w czasie wolnym od pracy, w wymiarze do 15 dni w roku dla żołnierzy rezerwy i innych osób przeznaczonych do służby w formacjach samoobrony. Ćwiczenia samoobrony mogą być łączone z ćwiczeniami praktycznymi organizowanymi w ramach szkolenia ludności w zakresie powszechnej samoobrony.